# Martin Brzeziński
Martin Brzeziński (ur. 8 października 1993) – polski kajakarz, wicemistrz Europy, medalista letniej Uniwersjady, mistrz Polski.

## Kariera sportowa
Jest zawodnikiem Zawiszy Bydgoszcz.
W 2011 został brązowym medalistą mistrzostw świata juniorów konkurencji K-4 1000 metrów (z Oskarem Warszawskim, Igorem Dolatą i Mateuszem Rychlikiem) oraz wicemistrzem Europy juniorów w konkurencji K-1 500 metrów
Na Uniwersjadzie w 2013 zdobył srebrny medal w konkurencji K-4 1000 m (z Bartoszem Stabno, Pawłem Florczakiem i Rafałem Rosolskim).
W 2015 zajął 15. miejsce w konkurencji K-1 5000 metrów podczas igrzysk europejskich. W tej samej konkurencji był też 13. podczas mistrzostw Europy w tym samym roku. W 2016 zdobył brązowy medal mistrzostw Europy w konkurencji K-4 1000 metrów (z Bartoszem Stabno, Rafałem Rosolskim i Norbertem Kuczyńskim). W tej samej konkurencji został w 2017 wicemistrzem Europy (z Bartoszem Stabno, Rafałem Rosolskim i Norbertem Kuczyńskim).
Zawiesił karierę po sezonie 2019.
Na mistrzostwach Polski seniorów zdobył osiem złotych medali:
- K-1 500 metrów: 2019
- K-2 500 metrów: 2018 (z Mariuszem Kujawskim)
- K-2 1000 metrów: 2018 (z Mariuszem Kujawskim)
- K-4 500 metrów: 2017
- K-4 1000 metrów: 2012, 2013, 2014, 2015